# Santiago Mitre
Pour les articles homonymes, voir Mitre (homonymie).
Santiago Mitre (prononcé [sanˈtja.ɣo ˈmi.t̪ɾe], comme "mitré") est un acteur, scénariste et réalisateur argentin, né à Buenos Aires en 1980.

## Biographie
Après des études de cinéma à l'Universidad del Cine, il débute comme acteur, réalise des publicités et commence en 2006 à écrire pour la télévision et le cinéma, devenant notamment coscénariste des films de son compatriote Pablo Trapero : Leonera (2008), Carancho (2010) et Elefante blanco (2012). Il fonde en 2011 la société de production indépendante La Unión de los Ríos.
Son premier long métrage El estudiante (2011), très ancré dans la réalité contemporaine, a été préparé à la façon d'un reportage. Son deuxième long métrage Paulina (La patota) est présenté à la Semaine de la critique au Festival de Cannes 2015 où il remporte le Grand prix de la semaine de la critique. Il est membre du jury de la Semaine de la critique lors du Festival de Cannes 2016.
Il est en couple depuis 2015 avec l'actrice Dolores Fonzi, qui joue le rôle-titre dans Paulina et la fille du Président de la Nation argentine dans El Presidente.

## Filmographie principale

### Réalisateur
- 2002 : El escondite (court-métrage)
- 2005 : Un regalo para Carolina (court-métrage)
- 2005 : El amor - primera parte (coréalisé avec Alejandro Fadel, Martín Mauregui et Juan Schnitman)
- 2011 : El estudiante
- 2013 : Los posibles (moyen-métrage coréalisé avec Juan Onofri Barbato)
- 2015 : Paulina (La patota)
- 2017 : El Presidente (La cordillera)
- 2022 : Petite Fleur
- 2022 : Argentina, 1985

### Scénariste
Santiago Mitre est scénariste de tous les films qu'il a réalisés.
- 2008 : Leonera de Pablo Trapero
- 2010 : Carancho de Pablo Trapero
- 2011 : La vida nueva de Santiago Palavecino
- 2012 : Elefante blanco de Pablo Trapero
- 2012 : 7 jours à La Havane, segment "Jam Session" de Pablo Trapero

## Prix
- 2011 : Prix spécial du jury du BAFICI, Condor d'argent et Prix Sud du meilleur premier film et du meilleur scénario original pour El estudiante
- 2012 : Catalina de Oro du Festival international du film de Carthagène pour El estudiante
- 2015 : Grand prix de la semaine de la critique et prix FIPRESCI au Festival de Cannes, et trois prix au Festival de Saint-Sébastien pour Paulina.